# Riu Kuskokwim
El riu Kuskokwim (en anglès Kuskokwim River o Kusko River; en yupik Kusquqvak) és un riu de l'estat d'Alaska, als Estats Units. Amb 1.165 km de recorregut, una conca hidrogràfica de 120.000 km² i un cabal mitjà de 1.900 m³/s és un dels rius més grans dels Estats Units, ja que se situa en el 9è lloc per cabal mitjà i el 17è per conca. Al mateix temps és el riu més llarg que discorre íntegrament per un sol estat, superant el riu Trinity, Texas, per 22 km.

## Geografia
El riu recull les aigües dels vessants nord i oest de l'Alaska Range, tot recorrent l'interior de l'estat d'Alaska fins a desembocar a la badia Kuskokwim, al mar de Bering. Excepte a la capçalera, el riu és navegable en la seva major part, sent emprat com a mitjà de transport principal per accedir a l'interior de l'estat
El riu es forma partir de diverses brancades, sent les principals la North Fork (400 km), que procedeix de les muntanyes Kuskokwim i que discorre cap al sud-oest per una àmplia vall; el South Fork (320 km) neix a l'extrem sud-oest de les Alaska Range, a l'oest del Mont Gerdine i discorre cap al NNW a través de les muntanyes, rebent, entre d'altres, afluents que procedeixen del Mont McKinley. Aquestes dues brancades principals s'uneixen prop de Medfra per continuar el riu cap al sud-oest, passant per McGrath, en una vall remota entre les muntanyes Kuskokwim, al nord, i l'Alaska Range, al sud.
Al sud-oest d'Alaska surt de les muntanyes per anar a parar a una enorme plana al·luvial, plena de llacs i envoltada de grans boscos de picees, al sud del riu Yukon. El riu passa per pobles esquimals com Aniak i s'apropa a uns 80 km del riu Yukon abans de dirigir-se cap al sud-oest. En aquesta zona es troba el Yukon Delta National Wildlife Refuge. Passat Bethel el riu s'eixampla en una gran delta pantanós, a la badia Kuskokwim.

## Història
Les principals activitats econòmiques que s'han desenvolupat al riu han estat històricament el comerç del cuir i la pesca. La pesca de subsistència del salmó proporciona una parte important de la dieta esquimal. El descobriment d'or a la part superior del riu el 1898 va portar la Febre de l'Or a principis del segle xx.
El primer trajecte de la «Ruta Iditarod», que comunicava la península de Seward amb Nome, a través d'Iditarod, creuava el curs superior del riu a l'alçada de la població de McGrath.